# Istocheta aldrichi
Istocheta aldrichi is een vliegensoort uit de familie van de sluipvliegen (Tachinidae). De wetenschappelijke naam van de soort is voor het eerst geldig gepubliceerd in 1953 door Mesnil.
De sluipwesp komt oorspronkelijk uit Japan en is in 1922 in Noord-Amerika geïntroduceerd ter bestrijding van de Japanse kever. De sluipwesp heeft zich in het noordoosten van Noord-Amerika gevestigd.
De eieren van Istocheta aldrichi komen na ongeveer 24 uur uit, waarbij maar een larve het lichaam van de Japanse kever binnendringt. De larve verteert het eerste de vliegspieren, waardoor de kever niet meer kan vliegen. De kever valt dan op de grond en begraaft zichzelf. De aangetaste kever sterft 5 tot 6 dagen later. De sluipwesplarve blijft de gehele winter als een pop in de dode kever. Pas in het voorjaar vliegt de wesp uit. Er is slechts één generatie per jaar.

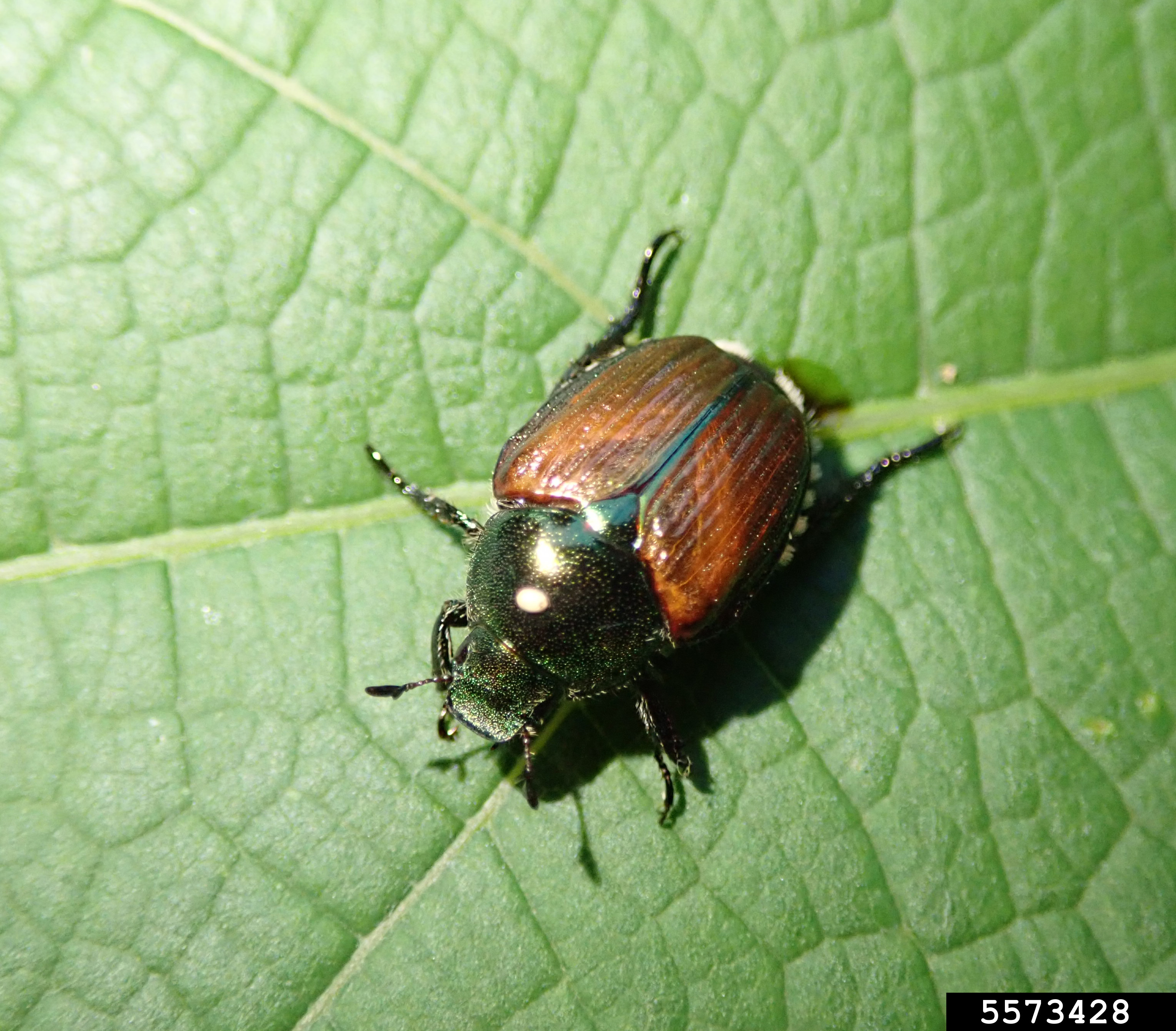
Japanse kever met ei van Istocheta aldrichi op prothorax